# SCNN1D
SCNN1Dは、脊椎動物の上皮性ナトリウムチャネル（ENaC）のδサブユニットをコードする遺伝子である。ENaCは3つの相同なサブユニット（αβγまたはδβγ）からなるヘテロ三量体として組み立てられる。ENaCの他のサブユニットは、SCNN1A、SCNN1B、SCNN1Gによってコードされる。
ENaCは上皮細胞で発現しており、神経細胞で活動電位の形成に関与する電位依存性ナトリウムチャネルとは異なる。電位依存性ナトリウムチャネルをコードする遺伝子の略称はSCNの3文字で始まる。これらのナトリウムチャネルとは対照的に、ENaCは恒常的に活性化されており、電位に依存しない。遺伝子名の2番目のNは電位非依存性（NON-voltage-gated）のチャネルであることを表している。
ほとんどの脊椎動物において、ナトリウムイオンは細胞外液の浸透圧を決定する主要な因子である。ENaCは、タイト上皮（tight epithelia）と呼ばれる透過性の低い上皮細胞の細胞膜を挟んだナトリウムイオンの輸送を可能にする。上皮細胞との間でのナトリウムイオンの流れは細胞外液の浸透圧に影響を与える。このように、ENaCは体液の調節と電解質の恒常性に中心的な役割を果たし、結果的に血圧に影響を与える。
ENaCはアミロライドによって強く阻害されるため、アミロライド感受性ナトリウムチャネル（amiloride-sensitive sodium channel）とも呼ばれる。

## 歴史
ENaCのδサブユニットをコードするcDNAは、Waldmannらによってヒトの腎臓のmRNAからクローニングされ配列決定された。

## 遺伝子構造
SCNN1D遺伝子の配列はヒトゲノム計画で初めて明らかにされた。SCNN1Dは1番染色体短腕に位置し（Ensemblデーターベースコード: ENSG00000162572）、1,280,436番ヌクレオチドからForward方向に開始される。長さは約11,583 bpである。選択的スプライシングと複数の翻訳開始部位が存在する。ヒトの脳のmRNA試料から、選択的スプライシング産物の検出、クローニングと同定が行われている。

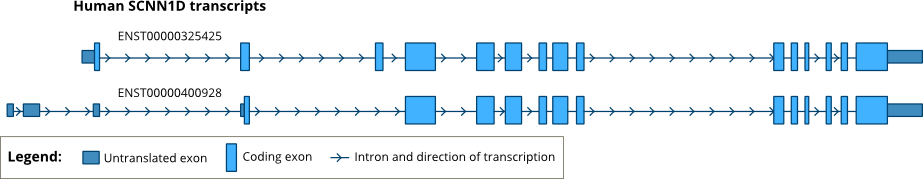
SCNN1Dの主要な転写産物のエクソン-イントロン構造。転写産物のシリアル番号が上に示されている。画像のクリックでEnsemblデータベースへ移動する。

SCNN1D遺伝子は大部分の脊椎動物に存在する。しかし、マウスとラットのゲノムでは失われている。

## 組織特異的発現
δサブユニットの組織特異的発現は、SCNN1A、SCNN1B、SCNN1Gにコードされる他の3つのサブユニットとは大きく異なる。α、β、γサブユニットが主に腎臓の尿細管上皮、気道、女性器、結腸、唾液腺、汗腺などで発現しているのに対し、δサブユニットは主に脳、膵臓、卵巣で発現している。

## タンパク質構造
ENaCの4種類のサブユニットの一次構造は高度に類似している。これら4種類のタンパク質は共通の祖先に由来するタンパク質ファミリーを構成する。サブユニット間のグローバルアラインメント（タンパク質全長でのアラインメント）では、ヒトのδサブユニットはαサブユニットと34%が同一であり、β、γサブユニットとは23%が同一である。
ENaCの4種類のサブユニットにはすべて、膜貫通セグメントを形成する2つの疎水的配列が存在し、それぞれTM1、TM2と呼ばれている。膜結合状態ではTMセグメントは脂質二重層に埋め込まれてN末端とC末端は細胞内に位置し、2つのTMの間の領域が細胞外領域となる。この細胞外領域には各サブユニットの約70%の残基が含まれる。このように、膜結合状態では各サブユニットの大部分は細胞外に位置している。
ENaCと相同なタンパク質ASIC1の構造が解かれている。ニワトリのASIC1は3つの同一なサブユニットから組み立てれらるホモ三量体構造である。ASIC1三量体は「ボールを持った手」のような構造をしており、ASIC1の各ドメインはpalm、knuckle、finger、thumb、β-ballと命名されている。ENaCのサブユニットの配列とASIC1の配列とのアラインメントからは、TM1とTM2、palmドメインは保存されており、knuckle、finger、thumbドメインにはENaCでは挿入配列が存在することが明らかにされている。部位特異的変異導入によるENaCの研究からは、ASIC1の構造モデルの基本的特徴の多くはENaCにも同様に適用されるという証拠が得られている。しかしながら、ENaCは必ずαβγまたはβγδからなるヘテロ三量体を形成する。近年ENaCの構造も解明され、ASIC1三量体と類似した構造をしていることが明らかにされた。

## 関連する疾患
これまでに、δサブユニットと特定の疾患との関係は示されていない。

## 関連文献
- “Identification of Murr1 as a regulator of the human delta epithelial sodium channel”. The Journal of Biological Chemistry 279 (7):  5429–34. (February 2004). doi:10.1074/jbc.M311155200. PMID 14645214.
- “Protons activate the delta-subunit of the epithelial Na+ channel in humans”. The Journal of Biological Chemistry 279 (13):  12529–34. (March 2004). doi:10.1074/jbc.M400274200. PMID 14726523.
- “Degenerin sites mediate proton activation of deltabetagamma-epithelial sodium channel”. The Journal of Biological Chemistry 279 (26):  26939–47. (June 2004). doi:10.1074/jbc.M401143200. PMID 15084585.
- “Capsazepine is a novel activator of the delta subunit of the human epithelial Na+ channel”. The Journal of Biological Chemistry 279 (43):  44483–9. (October 2004). doi:10.1074/jbc.M408929200. PMID 15308635.
- “Delta-subunit confers novel biophysical features to alpha beta gamma-human epithelial sodium channel (ENaC) via a physical interaction”. The Journal of Biological Chemistry 281 (12):  8233–41. (March 2006). doi:10.1074/jbc.M512293200. PMID 16423824.